# Ischalis cinerea
Ischalis cinerea är en fjärilsart som beskrevs av Felder 1874. Ischalis cinerea ingår i släktet Ischalis och familjen mätare. Inga underarter finns listade i Catalogue of Life.